# Mohammed Samadi
Mohamed Samadi (Rabat, 21 de março de 1970) é um ex-futebolista profissional marroquino, que atuava como meia.

## Carreira
Mohamed Samadi fez parte do elenco da Seleção Marroquina de Futebol na Copa do Mundo de 1994. 